# キタベニハチクイ
キタベニハチクイ（北紅蜂喰、学名Merops nubicus）は、ブッポウソウ目ハチクイ科に分類される鳥。

## 分布
- アフリカ

## 形態
全長35cm。顔と翼の一部が鮮やかな青色で、それ以外は紅色。目の横には黒い帯が入る。嘴は細長く、尾羽は中部が長い。

## 生態
サバンナなどに生息する。
食性は昆虫食で、昆虫類を捕食する。低木や動物の背にとまり、飛翔中の獲物や飛び出した獲物を捕食する。また、昆虫だけでは足りないミネラルなどの栄養を補給するため、土を食べることもある。